# Jan Kubiczek de Waldorff
Jan Kubiczek de Waldorff herbu Nabram (ur. 19 października 1793 w Sławkowie, zm. 11 kwietnia 1865 w Milowicach) – polski szlachcic, przemysłowiec, działacz społeczny i gospodarczy.

## Życiorys
Urodził się w Sławkowie, w rodzie Kubiczków, będącą jedną z gałęzi starego rodu Waldorff h. Nabram, wywodzącego się z Nadrenii. Jego ojcem był Jakub Kubiczek, burmistrz Sławkowa i właściciel kopalni galmanu „Kozioł” w Sławkowie.
W 1833 roku stworzył jedną z pierwszych na terenie Królestwa Polskiego pudlingarnię na wzór angielski. W skład spółki wchodzili: Michał Potocki, Wojciech Krygier oraz Antoni Lipski. Jan Kanty nabył uprzemysłowioną wieś Milowice wraz z kopalnią „Wiktor” w 1838 roku, gdzie rozwijał wydobycie węgla kamiennego i hutnictwo cynku, zatrudniając przy tym 100 pracowników. W 1841 r. wydzierżawił kopalnie i hutę „Leopold”, J. Grynbergowi i M. Rozentalowi, kupcom żydowskim z Krakowa. W 1861 roku, przejął dobra Milowice jego syn Julian.
Cieszył się ogromnym zaufaniem i nieskazitelną opinią tamtejszego ziemiaństwa i ono właśnie w 1859 r. wystawiło jego kandydaturę na sędziego pokoju okręgu olkuskiego. 